# Crinum harmsii
Crinum harmsii är en amaryllisväxtart som beskrevs av John Gilbert Baker. Crinum harmsii ingår i släktet Crinum, och familjen amaryllisväxter. Inga underarter finns listade i Catalogue of Life.